# Hulu
För andra betydelser, se Hulu (olika betydelser).
Hulu är en tätort i Ulricehamns kommun. Antalet invånare är 255 invånare (2023).
Namnet Hulu kommer troligtvis av ordet håla då orten ligger i en sänka. 

## Befolkningsutveckling
| Befolkningsutvecklingen i Hulu 1965–2020 | Befolkningsutvecklingen i Hulu 1965–2020 | Befolkningsutvecklingen i Hulu 1965–2020 | Befolkningsutvecklingen i Hulu 1965–2020 | Befolkningsutvecklingen i Hulu 1965–2020 |
| ---------------------------------------- | ---------------------------------------- | ---------------------------------------- | ---------------------------------------- | ---------------------------------------- |
|                                          |                                          |                                          |                                          |                                          |
| År                                       |                                          |                                          | Folkmängd                                | Areal (ha)                               |
| 1965                                     | 1965                                     |                                          | 202                                      |                                          |
| 1970                                     | 1970                                     |                                          | 225                                      |                                          |
| 1975                                     | 1975                                     |                                          | 256                                      |                                          |
| 1980                                     | 1980                                     |                                          | 268                                      |                                          |
| 1990                                     | 1990                                     |                                          | 302                                      | 40                                       |
| 1995                                     | 1995                                     |                                          | 289                                      | 41                                       |
| 2000                                     | 2000                                     |                                          | 269                                      | 41                                       |
| 2005                                     | 2005                                     |                                          | 273                                      | 41                                       |
| 2010                                     | 2010                                     |                                          | 266                                      | 41                                       |
| 2015                                     | 2015                                     |                                          | 252                                      | 63                                       |
| 2020                                     | 2020                                     |                                          | 249                                      | 63                                       |
| Anm.: Ny tätort 1965                     |                                          |                                          |                                          |                                          |